# Aegon II Targaryen
Aegon II Targaryen é um personagem fictício das histórias do universo de A Song of Ice and Fire de George R. R. Martin, bem como do seriado da HBO House of the Dragon. Aegon é apresentado como o primeiro filho varão do rei Viserys I e da rainha Alicent Hightower, que após a morte do pai, usurpa o trono e torna-se Rei dos Sete Reinos. Na adaptação televisiva, Aegon II é interpretado pelos atores britânicos Ty Tennant e Tom Glynn-Carney, nas versões adolescente e adulto, respectivamente.
Tendo recebido o mesmo nome do seu antepassado: Aegon I, o Conquistador; o rei Aegon II é uma figura complexa e controversa. Ele demonstra uma teimosia notável, muitas vezes se recusando a ceder em suas opiniões ou estratégias. Carrega um senso de superioridade que se traduz em arrogância. Ele também enfrenta dilemas internos e conflitos emocionais, o que o torna um personagem trágico em muitos aspectos.

## Biografia canônica

### No Universo deA Song of Ice and Fire
Aegon Targaryen nasceu em 106 DC, como filho do rei Viserys I Targaryen e da rainha Alicent Hightower. Mesmo sendo o primeiro filho varão do rei, Aegon não foi nomeado herdeiro do Trono de Ferro, já que sua meia-irmã Rhaenyra foi designada herdeira anos atrás. Viserys manteve Rhaenyra como sua sucessora para o desgosto da madrasta dela, Alicent, que tentou casá-la com Aegon, mas o rei rejeitou a ideia. Rhaenyra Targaryen por fim casou-se com sor Laenor Velaryon para solidificar sua linha de sucessão. Com o tempo, as rivalidades na corte dividiram os nobres entre os Verdes (de Aegon) e os Negros (de Rhaenyra).  Aegon, aos treze anos, se tornou um cavaleiro de dragão, unindo-se ao dragão dourado Sunfyre, a quem adorava voar pelos céus do reino.
Em 122 DC, como costume e tradição valiriana, Aegon casou-se com sua irmã Helaena e com ela teve três filhos, ao longo do casamento: os gêmeos Jaehaerys e Jaehaera, e o mais novo, Maelor. Aegon também teve alguns filhos bastardos pela capital de Porto Real. Em 127 DC, quando o príncipe Jacaerys Velaryon (filho de Rhaenyra e Laenor) tirou a princesa Helaena para dançar, Aegon brigou com ele por ciúmes e isso intensificou as tensões na corte. No ano de 129 DC, o rei Viserys I faleceu e os Verdes usurparam o trono para Aegon, que foi coroado como rei Aegon II no Fosso dos Dragões. Esse golpe desencadeou a guerra civil A Dança dos Dragões. As consequências iniciais do conflito foi a morte do príncipe Lucerys Velaryon pelo príncipe Aemond Targaryen (irmão de Aegon II), e o assassinato de Jaehaerys pelos assassinos Sangue e Queijo, ordenado em vingança por Daemon Targaryen. A perda da criança abalou o casamento entre o rei Aegon II e a rainha Helaena, que passaram a ficar distantes um do outro. 
A guerra começou de forma desfavorável para os Verdes, que enfrentaram derrotas nas Terras Fluviais. Devido as cautelas de seu avô, sor Otto Hightower, Aegon II o destituiu do cargo de Mão do Rei e nomeou sor Criston Cole no lugar dele. Aegon II, buscando uma vitória, partiu para a Batalha de Pouso de Gralhas, onde ele e Sunfyre enfrentaram a princesa Rhaenys Targaryen e seu dragão Meleys. Seu irmão Aemond e o dragão dele Vhagar, entraram na luta em seu apoio, mas Aegon e Sunfyre saem gravemente feridos. Apesar de suas adversárias terem sido mortas na batalha, Aegon II ficou gravemente ferido devido às chamas de dragão e passou quase um ano se recuperando das injúrias. Durante sua convalescença, Aemond assumiu o papel de Príncipe Regente.
As forças de Rhaenyra tomaram Porto Real em 130 DC. Aegon II fugiu da capital disfarçado como plebeu e foi para Pedra do Dragão, ilha e sede ancestral dos Targaryen. Lá, convenceu alguns Negros a lhe jurarem lealdade e se reencontrou com seu dragão Sunfyre. Os dois conseguiram lutar contra a princesa Baela Targaryen e seu dragão Moondance, pela posse de Pedra do Dragão, e os dois conseguem derrotá-las. Com as revoltas em Porto Real após o suicídio da rainha Helaena, a rainha Rhaenyra fugiu para Pedra do Dragão e sem saber que Aegon II estava lá, foi capturada pelos guardas dele. Aegon II condenou sua meia-irmã à morte, oferecendo-a de alimento a Sunfyre. Sunfyre morreu pouco tempo depois devido seus ferimentos de longa data, para o sofrimento de Aegon II. Mesmo com a morte de Rhaenyra, a guerra continuou em nome do filho dela: Aegon, o Jovem. Aegon II ofereceu perdão à Casa Velaryon e tentou consolidar seu poder voltando para Porto Real. A rainha-viúva Alicent orquestrou um acordo de casamento entre Aegon II e a senhora Cassandra Baratheon, a filha mais velha de lorde Borros, para uma nova linhagem.
Com exércitos em apoio a Aegon, o Jovem, marchando para Porto Real, e com pressões na corte para que houvesse uma abdicação, Aegon II rejeitou qualquer tipo de rendição. Após uma reunião no pequeno conselho, ele decidiu se retirar para seus aposentos e na liteira que o levaria até lá, recebeu uma taça de vinho para aliviar a dor. Mais tarde, ele foi encontrado morto em sua liteira tendo sido envenenado. Por fim, Aegon, o Jovem, ascendeu ao trono como Aegon III e casou-se com Jaehaera Targaryen. O responsável pelo envenenamento de Aegon II nunca foi identificado, mas vários suspeitos foram julgados, e a paz foi temporariamente restabelecida, embora as tensões permanecessem.

## Adaptação televisiva

### Desenvolvimento
Em 30 de março de 2022, a HBO anunciou que Tom Glynn-Carney havia sido escalado para o papel do adulto Aegon Targaryen em House of the Dragon. Durante a fase adolescente do personagem, Aegon foi interpretado pelo ator Ty Tennant. Tom Glynn-Carney, descobriu que conseguiu o papel em abril de 2021, mas foi proibido pelos produtores não apenas de discutir sobre seu personagem, mas de mencionar seu envolvimento na série. Os esforços da HBO para manter sua participação em segredo foram tão bem-sucedidos que seu crédito na série permaneceu ausente até na IMDb. Sobre seu teste, Glynn-Carney comentou: “Pediram para eu me gravar. Não me disseram para que servia a fita — era tudo muito secreto — mas eu tive uma tentativa e esperei pelo melhor. A linguagem tinha uma sensação clássica muito satisfatória e era tudo o que eu tinha para construir o mundo ao redor. Quero agradecer muito a Kate Rhodes James por juntar as peças com maestria e fazer tudo isso acontecer.”
Descrevendo um pouco seu personagem, Glynn-Carney disse: "O que Aegon mais quer é que seu pai diga 'Tenho fé em suas capacidades como um jovem. Vejo você trazendo prosperidade para Porto Real.' Mas ele não disse nada disso. Seu pai o ignorou completamente, na verdade, durante toda a sua juventude". Durante a primeira temporada, é percebido um pouco da construção da personalidade de Aegon, algo um pouco similar com seu hormônio da literatura. Aegon é visto como alguém sempre mal-humorado, com nenhum interesse no Trono de Ferro, mas pressionado por sua mãe Alicent a lutar por ele de qualquer maneira. Na fase adulta, ele é uma figura repugnante, mas é perceptível que ele está infeliz ao ser usado como uma "peça de xadrez" no jogo político sua mãe e sua meia-irmã.

### Temporada 1
O então príncipe Aegon Targaryen é visto pela primeira vez ainda bebê nos braços de sua mãe, a jovem rainha Alicent Hightower (Emily Carey), enquanto estão no acampamento real para a caçada do rei. Durante as festividades e a pressão sobre o rei Viserys I (Paddy Considine) em escolher um futuro marido para a jovem Rhaenyra Targaryen (Milly Alcock), sor Otto Hightower (Rhys Ifans) dá a sugestão do rei casar Aegon com sua meia-irmã para fortalecer a linhagem, o que o rei rejeita completamente dado a grande diferença de idade entre os filhos. Anos depois, Aegon (Ty Tennant) tira sarro de seu irmão, príncipe Aemond (Leo Ashton), no Fosso dos Dragões, dando-lhe um porco fantasiado de dragão, sendo uma brincadeira leviana planejada por ele e os seus sobrinhos Velaryon. Ele é pressionado por sua mãe a manter a união com Aemond se quiser um dia ser rei, dizendo-lhe que Rhaenyra não iria poupá-los quando fosse rainha. Dias depois, Aegon participa do velório de Laena Velaryon (Nanna Blondell) e fica embriagado, fazendo seu avô Otto discutir com ele. Mais tarde, após Aemond ter o olho arrancado por Lucerys Velaryon (Harvey Sadler), ele é acusado de ter espalhado o boato que os filhos de Rhaenyra são bastardos, e ele ressalta que os sobrinhos são ilegítimos. Na manhã seguinte, ele voa de volta para Porto Real nas costas de Sunfyre.
Ao passar de mais anos, já adulto, Aegon (Glynn-Carney) é acusado de abuso sexual contra uma de suas criadas, fazendo a rainha Alicent (Olivia Cooke) comprar o silêncio da garota. Ele agora é casado com sua irmã, a princesa Helaena (Phia Saban), e possui dois filhos com ela. A relação dos dois não é tão próxima, mas ele não disfarça a crise de ciúmes após Jacaerys Velaryon (Harry Collett) dançar com Helaena em uma noite de jantar em família. Após a morte de Viserys I, Aegon está desaparecido e é encontrado no Grande Septo da cidade, bêbado. Ele briga com Aemond (Ewan Mitchell) por não querer ser rei. Mais tarde, a caminho de sua coroação, ele questiona a mãe se realmente Viserys I o queria como seu sucessor e Alicent diz que sim. Ela tenta persuadi-lo também a não ouvir os conselhos de sor Otto, pois o avô dele quer que ele ordene a morte de Rhaenyra (Emma D'Arcy), porém ela não quer isso e sim evitar uma futura guerra. Aegon é coroado como o Segundo de Seu Nome e Senhor dos Sete Reinos diante de uma multidão no Fosso dos Dragões, por sor Criston Cole (Fabien Frankel). A princesa Rhaenys Targaryen (Eve Best) surge de surpresa em seu dragão Meleys e ameaça incêndiá-los, mas foge do lugar, para avisar a Rhaenyra do golpe.

### Temporada 2
Uma vez rei, Aegon II traz seu herdeiro Jaehaerys para uma reunião do Pequeno Conselho e humilha sor Tyland Lannister (Jefferson Hall). Ele inicialmente se esforça para ser um rei benevolente, mas sor Otto Hightower, a Mão do Rei, o incentiva a ser duro com os plebeus para garantir recursos para a guerra iminente. Após o assassinato brutal de seu filho, Aegon exige retaliação imediata contra Rhaenyra e aqueles que a apoiam. Mais tarde, ele mata pessoalmente um dos assassinos de seu filho e ordena o enforcamento público de todos os caçadores de ratos na Fortaleza Vermelha, um dos quais foi cúmplice na morte de Jaehaerys. Isso enfurece Otto, que Aegon posteriormente dispensa como Mão do Rei e nomeia sor Criston Cole como seu substituto. Após a Batalha do Moinho Ardente, Aegon apoia o plano de Criston de levar um exército para as Terras da Coroa para subjugar as casas que se aliaram a Rhaenyra. Apesar de Aegon querer ir para a batalha com Sunfyre, o lorde Larys Strong (Matthew Needham) o convence do contrário, e impressionado com sua lealdade, Aegon o nomeia para a posição anteriormente aposentada de Mestre dos Sussurradores. Buscando provar ser um governante forte, Aegon leva Sunfyre para se juntar à Batalha de Pouso das Gralhas, apesar dos protestos de sua família e do Pequeno Conselho. Ele ataca a princesa Rhaenys Targaryen e seu dragão Meleys, mas após a chegada de Aemond e seu dragão Vhagar, Sunfyre é gravemente ferido por Meleys e então gravemente queimado quando Vhagar os engole em chamas, fazendo Aegon e Sunfyre caírem no chão. Após a batalha, Aegon sobreviveu à queda, mas caiu inconsciente, tendo quebrado vários ossos, e metade de seu corpo foi queimado depois que o fogo de Vhagar aqueceu sua armadura de aço valiriano e derreteu sua pele.
Depois que ele retorna a Porto Real, o grande meistre Orwyle (Kurt Egyiawan) cuida de seus ferimentos e Aemond é nomeado regente enquanto ele se recupera. Aegon II finalmente desperta de seu coma e é visitado por Aemond que o interroga sobre a Batalha de Pouso de Gralhas, mas Aegon II afirma não se lembrar de nada. Larys mais tarde visita Aegon II e diz a ele para aceitar seus ferimentos e usá-los a seu favor, pois seus inimigos o subestimarão. Sob a insistência de Larys, Orwyle pressiona Aegon com mais força para tentar começar a andar novamente, apesar de sua perna quebrada. Larys mais tarde informa Aegon que Rhaenyra conseguiu encontrar cavaleiros para três dragões adultos e que Aemond pode tentar matá-lo para assumir o trono. Aegon comenta amargamente que acredita que Sunfyre está morto e concorda em fugir de Porto Real com Larys, com a intenção de esperar o conflito que se aproxima.

## Recepção

### Resposta da crítica
A atuação de Tom Glynn-Carney é considerada uma das melhores do seriado, especialmente devido ao seu maior tempo de tela a partir da segunda temporada.  James Hunt do Screen Rat, destacou a performance de Glynn-Carney como "fantástica", especialmente por mostrar não apenas sua gama de atuação, mas também a gama emocional de Aegon.  Proma Khosla do IndieWire, destacou que Glynn-Carney possui uma performance excepcional. Haley Whitmire White e Kayleigh Dray também destacaram a performance de Glynn-Carney, com White descrevendo que a interpretação dele de um pai enlutado foi "excelente".

### Público
A recepção do personagem Aegon II Targaryen é bastante polarizada entre os fãs. Muitos apreciam sua complexidade, no entanto, ele é frequentemente visto como um antagonista, especialmente em relação à sua meio-irmã Rhaenyra, o que leva a uma percepção negativa por parte de alguns.
O rei Aegon II, por vezes, também é comparado pelo público com o personagem de Game of Thrones, Joffrey Baratheon, um jovem rei cruel e tirano interpretado pelo ator inglês Jack Gleeson. Apesar das comparações, os dois personagens se assemelham e se diferenciam entre si. Quanto às comparações entre seu personagem e Joffrey, Glynn-Carney reconhece as razões por trás delas e chegou a dizer o seguinte: “Eu entendo por que as pessoas fazem essas comparações, mas sempre os vi como muito diferentes. Joffrey é frio e calculista, enquanto Aegon é frenético, e quando ele sente, sente profundamente – o que é tão perigoso quanto alguém que não sente nada. Ele não tem uma saída para esses sentimentos, o que às vezes se manifesta em violência”.
Para Auten Gloslin, Aegon II poderia acabar sendo apenas uma releitura um pouco menos maligna de Joffrey, mas nos dois primeiros episódios da segunda temporada, já foi provado que há muito para separá-lo do maior vilão de Game of Thrones. Ele escreveu: "Joffrey é imaturo, cruel, violento, impulsivo e geralmente irrefletido na maioria de suas ações [...] Aegon recebe uma configuração semelhante. Nós o vemos em uma pequena reunião do conselho, agindo como uma criança impetuosa, pressionando pela guerra em um instante, furioso que alguém questionaria sua reivindicação ao trono. Mas sua humanidade não demora muito para emergir. Durante seu tempo cuidando das preocupações de seus súditos de baixa linhagem, fica claro que Aegon quer ser um bom rei. Ele tenta afrouxar o imposto sobre o gado dos fazendeiros, apenas para ouvir que isso prejudicaria seus dragões."